# 克劳迪亚·麦克尼尔
克劳迪亚·麦克尼尔（Claudia McNeil，1917年8月13日—1993年11月25日）是一位美国女演员，因《日光下的葡萄干》的舞台剧和电影中扮演莉娜·杨格出名。

## 生平
麦克尼尔出生于马里兰州巴尔的摩，出生后不久全家搬到纽约市。父亲马文（Marvin Spencer McNeil）离家出走后，她由母亲安妮（Annie Mae Anderson）抚养长大。12岁时，麦克尼尔开始在赫克歇尔儿童基金会工作，在那里遇到了一对犹太夫妇，他们后来收养了麦克尼尔。
经埃塞尔·沃特斯建议，她开始从事表演，1953年在纽约首次登台演出，处女作是《萨勒姆的女巫》。

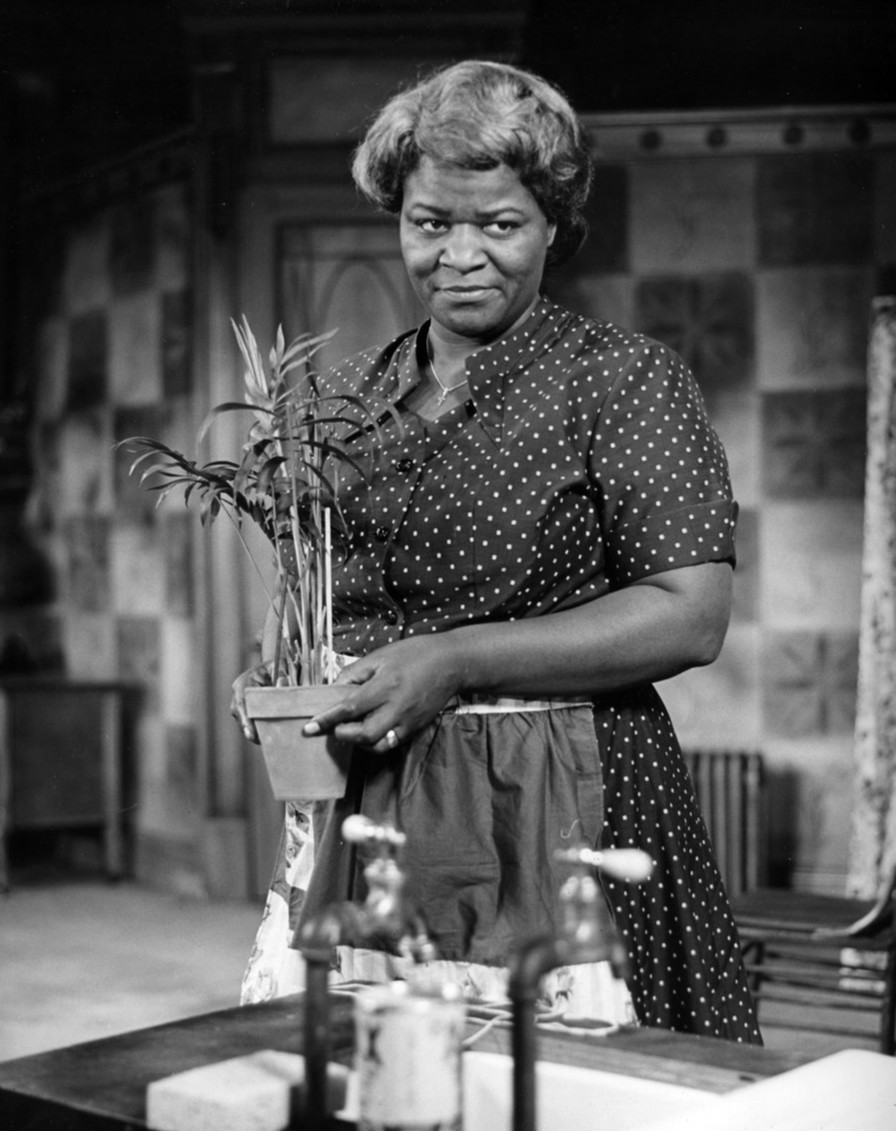
麦克尼尔饰演莉娜·杨格。

她于1983年息影，1993年11月25日死于糖尿病。